# روبن بونانو
روبن بونانو (بالإنجليزية: Robin Bonanno)‏ هي سائقة سباق أمريكية، ولدت في 4 أغسطس 1962 في نوتلي ‏ في الولايات المتحدة.